# 希思羅 (佛羅里達州)
希思羅（英語：Heathrow）是位於美國佛羅里達州塞米諾爾縣的一個人口普查指定地區。

## 地理
希思羅的座標為28°46′22″N 81°22′17″W / 28.77278°N 81.37139°W，而該地最高點為海拔高度15米（即49英尺）。

## 人口
根據2010年美國人口普查的數據，希思羅的面積為8.60平方千米，當中陸地面積為7.20平方千米，而水域面積為1.40平方千米。當地共有人口5896人，而人口密度為每平方千米685人。